# Marco Bui
Marco Bui (Mestre, 17 oktober 1977) is een voormalig Italiaans mountainbiker. Hij vertegenwoordigde zijn vaderland tweemaal op rij bij de Olympische Spelen: 2000 en 2004. Zijn beste prestatie was de tiende plaats bij de olympische mountainbikerace in Athene. Bui is drievoudig Italiaans kampioen op het onderdeel cross country.

## Erelijst

### Mountainbike
2000
- 16e Olympische Spelen

2001
- 3e in Napa Valley
- Italiaans kampioen

2003
- Italiaans kampioen

2004
- 2e in Italiaanse kampioenschappen
- 10e Olympische Spelen

2005
- 1e in Houffalize
- 2e in Willingen
- 8e in WB-eindklassement
- Italiaans kampioen
- Europese kampioenschappen
- Europese kampioenschappen (team)